# Домбрувка (Александровський повіт)
Домбрувка (пол. Dąbrówka) — село в Польщі, у гміні Рацьонжек Александровського повіту Куявсько-Поморського воєводства.
Населення — 87 осіб)(2011.
У 1975-1998 роках село належало до Влоцлавського воєводства.

## Демографія
Демографічна структура станом на 31 березня 2011 року:
|          | Загалом | Допрацездатний вік | Працездатний вік | Постпрацездатний вік |
| -------- | ------- | ------------------ | ---------------- | -------------------- |
| Чоловіки | 42      | 9                  | 28               | 5                    |
| Жінки    | 45      | 7                  | 24               | 14                   |
| Разом    | 87      | 16                 | 52               | 19                   |